# Goldene Kamera 1985
Die Verleihung der Goldenen Kamera 1985 fand am 20. Februar 1986 im Verlagshaus der Axel Springer GmbH in Berlin statt. Es war die 21. Verleihung dieser Auszeichnung. Das Publikum wurde durch Peter Tamm, den Vorstandsvorsitzenden des Axel-Springer-Verlages, begrüßt. Die Verleihung der Preise sowie die Moderation übernahmen Sabine Sauer und Wilhelm Wieben. An der Veranstaltung nahmen etwa 800 Gäste teil. Von der Verleihung wurde im Fernsehen ein Beitrag im ZDF gesendet. Die Leser wählten in der Kategorie Beliebtestes Fernsehpaar ihre Favoriten.

## Preisträger

### Schauspieler
- Jürgen Prochnow – Das Boot

### Bester Autor
- Rolf Seelmann-Eggebert – Royalty – ein Jahr im englischen Königshaus

### Beste Moderation
- Doris Papperitz – das aktuelle sportstudio

### Beste Regie
- István Bury – Royalty – ein Jahr im englischen Königshaus
- Peter Schulze-Rohr – Hautnah

### Beste Sendereihe
- Wibke von Bonin – 100 Meisterwerke aus den großen Museen der Welt

### Beliebtestes Serienpaar
- Thekla Carola Wied (mit Peter Weck) – Ich heirate eine Familie (1. Platz der Hörzu-Leserwahl)
- Peter Weck (mit Thekla Carola Wied) – Ich heirate eine Familie (1. Platz der Hörzu-Leserwahl)
- Gaby Dohm (mit Klausjürgen Wussow) – Die Schwarzwaldklinik (2. Platz der Hörzu-Leserwahl)
- Klausjürgen Wussow (mit Gaby Dohm) – Die Schwarzwaldklinik (2. Platz der Hörzu-Leserwahl)
- Witta Pohl (mit Hans Peter Korff) – Diese Drombuschs (3. Platz der Hörzu-Leserwahl)
- Hans Peter Korff (mit Witta Pohl) – Diese Drombuschs (3. Platz der Hörzu-Leserwahl)

### Bester Showmaster
- Thomas Gottschalk – Na sowas!

### Engagement im Umweltschutz
- Prinz Bernhard der Niederlande

### Initiator3sat
- Dieter Stolte (ZDF-Intendant)

### Ehrenkamera
- Eduard Rhein

## Weblink
- Goldene Kamera 1986 – 21. Verleihung